# Ruairí Brugha
Ruairi Brugha (n. 15 octombrie 1917, Dublin, Regatul Unit al Marii Britanii și Irlandei – d. 31 ianuarie 2006, Dublin, Irlanda), a fost un om politic irlandez, membru al Parlamentului European în perioada 1977-1979 din partea Irlandei. 
1. 1 2 3   https://www.oireachtas.ie/en/members/member/Ruairí-Brugha.S.1969-11-05 Lipsește sau este vid: |title= (ajutor)